# Lycaena abbottii
Lycaena abbottii är en fjärilsart som beskrevs av Holland 1892. Lycaena abbottii ingår i släktet Lycaena och familjen juvelvingar. Inga underarter finns listade i Catalogue of Life.